# 45594 Wendyrichard
45594 Wendyrichard è un asteroide della fascia principale. Scoperto nel 2000, presenta un'orbita caratterizzata da un semiasse maggiore pari a 2,6017373 au e da un'eccentricità di 0,2007192, inclinata di 12,00582° rispetto all'eclittica.
L'asteroide è dedicato all'attrice britannica Wendy Richard.